# 岡崎文夫 (東洋史学者)
岡崎 文夫（おかざき ふみお、1888年（明治21年）2月23日 - 1950年（昭和25年）3月24日）は、富山県生まれの東洋史学者。字は煥卿、号は桜洲。東北大学文学部教授。

## 経歴
出生から修学期
江戸時代から続く鵜坂村(現・富山市西本郷)の豪農で、代々富山藩の十村役を務めた名家・岡崎家の十六代として1888年に生まれた。1905年、旧制富山中学校（現：富山県立富山高等学校）を卒業し、第四高等学校に進んだ。京都帝国大学文科大学史学科に入学し、内藤湖南に師事。1912年に卒業した。同大学大学院に進学し、在学中の1919年から1921年まで上野育英会の資金補助を受けて中国に留学した。
東洋史研究者として
帰国後、東北帝国大学における東洋史学専攻講座の開設にあたった。1924年、東北帝国大学文学部助教授に就任。1925年、欧州留学を命じられ、フランスならびにイギリスに留学。1926年に同教授昇格。1935年、学位論文『魏晋南北朝時代に於ける経済並に社会制に関する研究』を京都帝国大学に提出して文学博士号を取得。
戦後
1949年に東北大学を退官。1950年に死去。死後、正四位勲二等瑞宝章が贈られた。

## 研究内容・業績
専門は魏晋南北朝史。内藤湖南に師事し、隋・唐までを中世とする時代区分説を継承した上で、南北朝から隋唐へは法制が著しく整備されたという点で大きな転換があったとし、また、北朝の国家体系を受け継ぎながら南朝文化を包摂したとする隋唐帝国論を展開した。
魏晋南北朝の本格的研究についての先駆者であり、特に『魏晋南北朝通史』は現在に至るまでこれを超える物は登場していないと言われる名著である。

## 著作
著書
- 『魏晋南北朝通史』弘文堂書房 1932
  - 改題『魏晋南北朝通史：内編』平凡社(東洋文庫506) 1989[4]

- 『南北朝に於ける社会経済制度』弘文堂 1935
- 『支那史概説』(上) 弘文堂(支那学入門叢書) 1935[5]
- 『新制東洋歴史教科書教授資料』三省堂 1935
- 『古代支那史要』弘文堂 1944
- 『司馬遷』弘文堂(教養文庫) 1947
  - 再版 研文社 2007[6]

共編著
- 『江南文化開発史 その地理的基礎研究』池田静夫と共著、弘文堂 1943
- 『支那の政治と民族の歴史』佐々木久と共著、弘文堂(教養文庫)1947